# 에코랜드

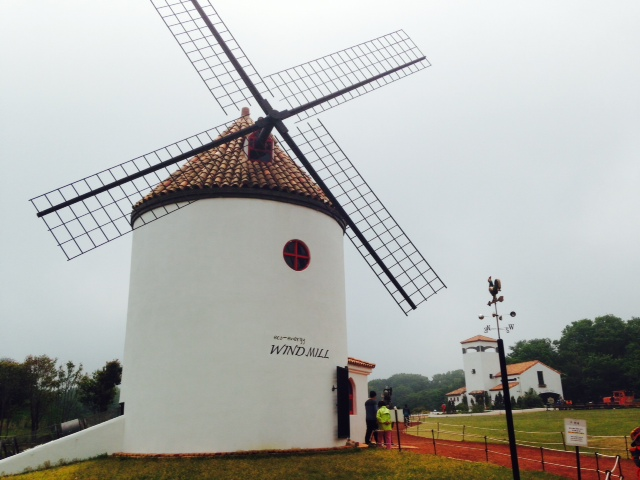
제주도 에코랜드

에코랜드는 제주특별자치도 제주시 조천읍 대흘리에 위치한 테마파크이다. 에코랜드 테마파크와 에코랜드 골프&리조트으로 나뉜다. 테마파크는 기차를 타며 숲을 구경할 수 있게 되어 있으며 숲은 각각 4개의 역으로 구성되어있다. 기차를 타고 간이역으로 내려 관람할 수 있다.
여기에 있는 그린티&로즈가든역은 대한민국 최남단 철도역이라는 타이틀을 가지고 있다.